# Enallagma hageni
Enallagma hageni, comunemente noto come bluet di Hagen, è una specie di zygoptera dalle ali strette della famiglia Coenagrionidae.

 Si trova principalmente in Nord America.
Lo stato di conservazione IUCN di Enallagma hageni è "LC", la minima preoccupazione, senza alcuna minaccia immediata per la sopravvivenza della specie.